# Arnoul de Lisieux
Pour les articles homonymes, voir Arnoul.
Arnoul de Lisieux (Arnulfus) (1105/1109 - 1181), fut évêque de Lisieux en 1141. Le roi d'Angleterre et duc de Normandie, Henri II Plantagenêt, en fit un de ses conseillers. Il démissionna de son évêché en 1181, et se retira dans l'abbaye Saint-Victor de Paris où il mourut.

## Famille
Arnoul appartenait à une famille d'ecclésiastiques qui ont favorisé son ascension. Son frère aîné Jean de Neuville était évêque de Sées, tandis que son oncle Jean est son prédécesseur au siège épiscopal de Lisieux. 

## Biographie
Arnoul rédige au début de sa carrière un Traité sur le Schisme, qui le fait remarquer de saint Bernard et Pierre le Vénérable. Les sermons qu'il prononce au concile de Tours (1163) et sa correspondance attestent de son niveau intellectuel brillant. 
Archidiacre de Sées, il part à Rome pour étudier. En 1141, les chanoines de Lisieux l'élisent pour succéder à son oncle Jean à la tête de l'évêché de Lisieux et consacré par Hugues III d'Amiens, archevêque de Rouen.
Il se révèle un ardent prélat réformateur, à la fois soucieux de corriger les mœurs dissolues d'une partie du clergé et d'écarter les laïcs des charges religieuses. Sa réforme s'appuie notamment sur les chanoines réguliers. 

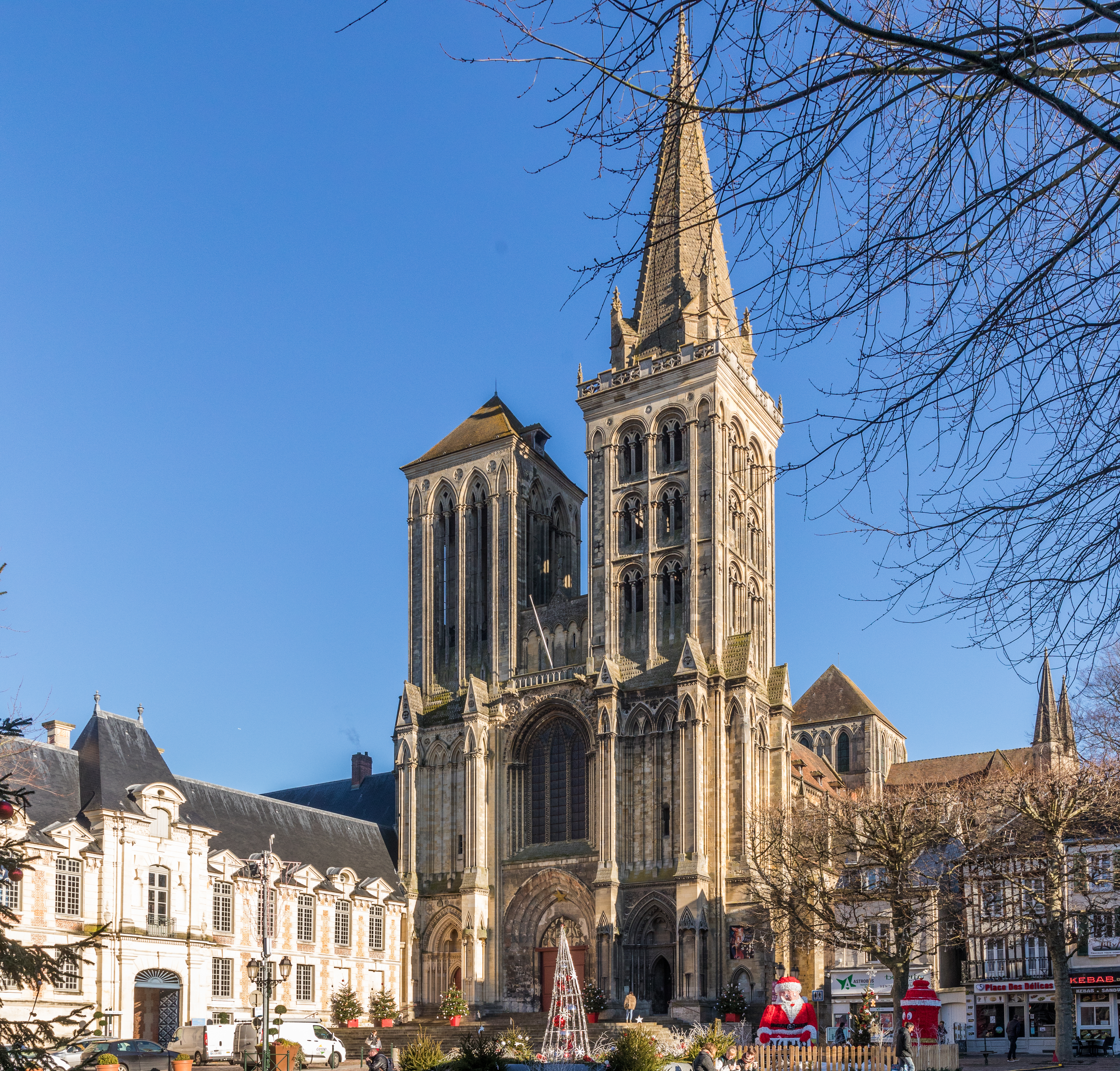
La cathédrale de Lisieux dont il entreprend la reconstruction

Arnoul entreprend la reconstruction de la cathédrale de Lisieux suivant le nouveau mouvement stylistique, bien avant la conquête de la Normandie par le roi de France Philippe Auguste. Cette précocité s’explique par le fait qu'Arnoul, commanditaire de l’ouvrage, fait sûrement appel à un maître d’œuvre de cette région. Il devait être au fait des nouveautés architecturales par sa familiarité avec Suger, abbé de Saint-Denis, et sa présence le 11 juin 1144 à la consécration de l'abbaye Saint-Denis. Toutefois, il n'a pas pu la reconstruire avant 1149 puisqu'il accompagne Louis VII à la deuxième croisade (1147-1149), suivant la recommandation du pape. Les débuts des travaux commencent probablement entre 1170 et 1172, suivant un texte cité dans Les miracles de Saint Thomas de Cantorbéry par G. Havard, où on apprend le nom d'un ouvrier, Roger, qui travaille sur les fondations de la cathédrale, victime d'un éboulement et qui ne dû sa vie qu'à sa promesse d'un pèlerinage.
Le roi d'Angleterre et duc de Normandie Henri II Plantagenêt le remarque. Le souverain lui confie des charges laïques dont celle importante de justicier. Ces nouvelles fonctions posent à Arnoul un dilemme. Un dilemme semblable à celui que connait son contemporain Thomas Becket, archevêque de Cantorbéry. En tant qu'évêque réformateur, il doit défendre les droits de l'église face à l'appétit des laïcs tandis qu'en tant que serviteur du roi d'Angleterre, il doit le soutenir dans l'affirmation du pouvoir royal. Cette position inconciliable, renforcée par l'assassinat de Thomas Becket, cause une dégradation des rapports entre Arnoul et Henri II. À partir de 1173, ces rapports tournent en querelle quand l'évêque de Lisieux choisit de soutenir la révolte du fils du roi, Henri le Jeune, contre son père. 
Outre ce problème, la fin de l'épiscopat est gâchée par un conflit avec les chanoines qui l'accusent de dilapider les biens de l'Église. Le faste dans lequel vit Arnoul éveille les critiques des religieux mais selon lui, la grandeur de la dignité épiscopale va de pair avec richesse et magnificence. Finalement, Arnoul obtient du pape et d'Henri II de se retirer dans l'abbaye Saint-Victor de Paris. Il meurt en 1181.

### Ouvrages en ligne
- Arnoult de Lisieux, Epistolae Arnulphi episcopi Lexoviensis, nunquam antehac in lucem editae, Claude Mignault, Paris, 1585 (lire en ligne).